# Paraleprodera officinator
Paraleprodera officinator là một loài bọ cánh cứng trong họ Cerambycidae.